# Ridala (Saaremaa)
Ridala is een plaats in de Estlandse gemeente Saaremaa, provincie Saaremaa. De plaats heeft de status van dorp (Estisch: küla) en telt 30 inwoners (2021).
Tot in oktober 2017 lag Ridala in de gemeente Laimjala. In die maand werd Laimjala bij de fusiegemeente Saaremaa gevoegd.
Ten oosten van Ridala ligt het beschermde natuurgebied Kingli hoiuala (5,1 km²).

## Geschiedenis
In de vroege jaren zestig van de 20e eeuw zijn op een heuvel bij Ridala de resten van een fort uit de Bronstijd gevonden. Ridala lag toen waarschijnlijk aan zee en het fort lag op een kaap en was aan drie zijden door water omgeven. De opgravingen tonen aan dat het in de 8e of 7e eeuw v.Chr. is ingenomen en platgebrand.
Ridala werd voor het eerst genoemd in 1434 onder de naam Ruttel. In de 17e eeuw lag het dorp op het landgoed van Audla.
In 1977 werd het buurdorp Ihumetsa bij Ridala gevoegd.